# Melomics109
Melomics109是位於馬拉加大學的電腦叢集（三個帶有定制前面板的機櫃）。它是西班牙超級計算網絡的一部分，旨在提高Iamus提供的計算能力。Melomics109的作曲模組由Melomics的技術提供支持，能夠以各種音樂風格創作與合成音樂。每個人都可以免費使用此音樂。
0music是由Melomics109創作的第一張專輯，於2014年7月21日以「0music」的名稱推出。Melomics旨在以各種格式自由發行Melomics109的製作，這張專輯是第一張以創作共用授權條款許可發行的音樂（MP3）與可編輯格式（MIDI）。Melomics109的其他產品可以在Melomics的「存儲庫」中免費瀏覽、收聽和下載。

## 外部連結
- Melomics Homepage （页面存档备份，存于）
- Melomics page at University of Malaga